# Giambattista Costaguti
Giambattista Costaguti (né en 1636 à Rome, alors la capitale des États pontificaux et mort le 8 mars 1704 à Rome) est un cardinal italien du XVIIe siècle et du début du XVIIIe siècle. Il est le demi-frère du cardinal Vincenzo Costaguti (1643) et par sa mère, l'arrière-grand-oncle du cardinal  Baldassare Cenci, iuniore (1761).

## Biographie
Giambattista Costaguti est clerc et doyen de la Chambre apostolique.
Le pape Alexandre VIII le crée cardinal lors du consistoire du 13 février 1690. Costaguti participe au conclave de 1691 (élection de Innocent XII) et au conclave de 1700 (élection de Clément XI).

### Sources
- Fiche du cardinal sur le site fiu.edu